# Savonie du Nord
La Savonie du Nord (en finnois : Pohjois-Savo ; en suédois : Norra Savolax) est une région de l'Est de la Finlande. Elle a pour capitale Kuopio.
La région est classée cinquième en superficie. En 2020, elle compte 244 094 habitants.

## Géographie
Les régions frontalières sont : au nord l'Ostrobotnie du Nord et le Kainuu, à l'ouest la Finlande-Centrale, à l'est la Carélie du Nord et au sud la Savonie du Sud.

## Histoire
Cette région est issue de la partie Nord de la province historique de Savonie (en finnois : Savo).

## Communes
La Savonie du Nord regroupe les vingt municipalités suivantes :
- Sous-région de Savonie du Nord-Est 
  - Kaavi
  - Rautavaara
  - Tuusniemi
- Sous-région de Kuopio 
  - Kuopio (ville)
  - Siilinjärvi
- Sous-région de Savonie intérieure 
  - Rautalampi
  - Suonenjoki (ville)
- Sous-région de Varkaus 
  - Joroinen
  - Varkaus (ville)
  - Leppävirta
- Sous-région de Savonie supérieure
  - Iisalmi (ville)
  - Keitele
  - Kiuruvesi (ville)
  - Lapinlahti
  - Pielavesi
  - Sonkajärvi
  - Tervo
  - Vesanto
  - Vieremä

### Anciennes municipalités
- Juankoski (rattaché à Kuopio le 1er janvier 2017)
- Kangaslampi (rattaché à Varkaus en 2005)
- Karttula (rattaché à Kuopio le 1er janvier 2011)
- Kuopion maalaiskunta (rattaché à Kuopio et Siilinjärvi en 1969)
- Maaninka (rattaché à Kuopio le 1er janvier 2015)
- Muuruvesi (rattaché à Juankoski en 1971)
- Nilsiä (rattaché à Kuopio le 1er janvier 2013)
- Riistavesi (rattaché à Kuopio en 1973)
- Säyneinen (rattaché à Juankoski en 1971)
- Varpaisjärvi (rattaché à Lapinlahti le 1er janvier 2011)
- Vehmersalmi (rattaché à Kuopio en 2005)

## Démographie
Depuis 1980, l'évolution démographique de la Savonie du Nord est la suivante :
| Année      | 1980    | 1985    | 1990    | 1995    | 2000    | 2005    | 2010    | 2015    | 2020    |
| ---------- | ------- | ------- | ------- | ------- | ------- | ------- | ------- | ------- | ------- |
| population | 253 913 | 257 894 | 258 633 | 260 085 | 253 759 | 250 064 | 247 943 | 248 129 | 244 094 |

## Galerie

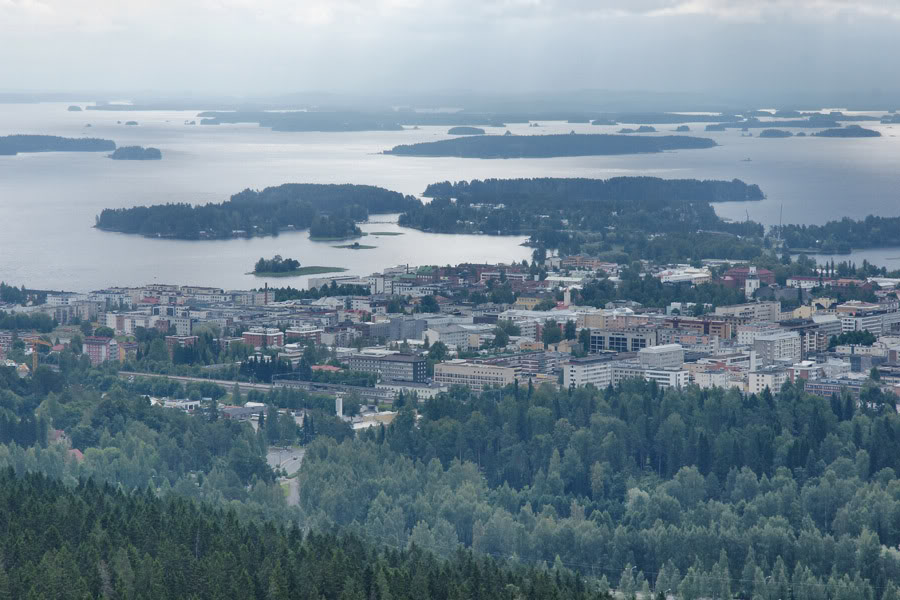
Le centre de Kuopio et le Kallavesi vus de la tour de Puijo.
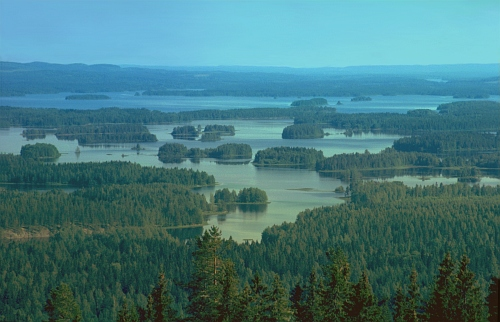
Le Syvärijärvi vue de Tahkovuori
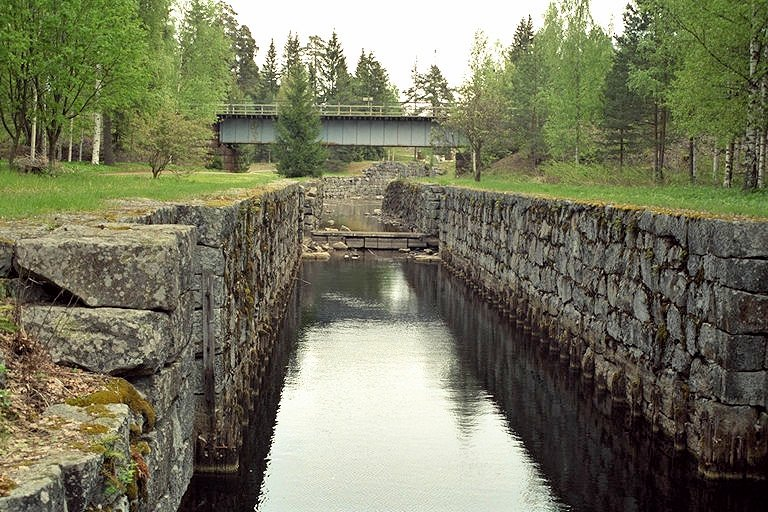
Le musée canal de Taipale a Varkaus.
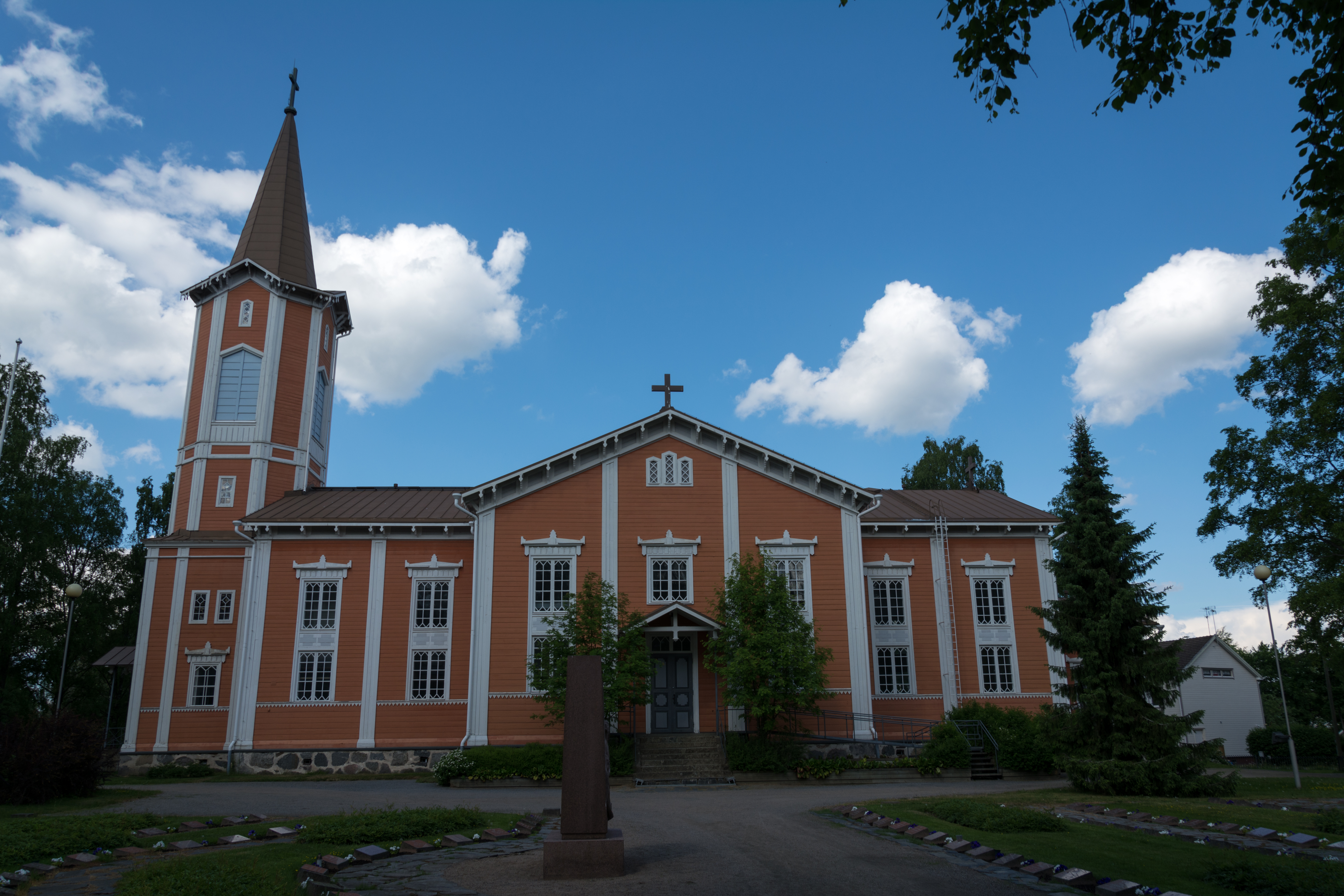
Église de Suonenjoki.